# ヘザー・ロックリア
ヘザー・ロックリア（Heather Locklear、1961年9月25日 - ）は、アメリカ合衆国の女優・声優。

## 来歴
ロサンゼルスに生まれる。母親がディズニーの幹部社員で、父親はUCLAに勤めていた。ちなみにヘザーは4人兄弟のうちの末っ子である。ネイティブアメリカンのラムビー族の血も入っている。
地元の高校を卒業後はカリフォルニア大学ロサンゼルス校へ進学。その後、その美貌を活かしてモデルとして活動を始める。そして1979年に小さな役でテレビに出演。それ以降もテレビドラマなどに出演を重ねていき、1984年にドリュー・バリモア主演のホラー『炎の少女チャーリー』で映画デビュー。その後も順調にキャリアを重ねている。

### 私生活
トム・クルーズなどとのデートで世間を騒がせて、1986年にミュージシャンのトミー・リーと結婚。1993年にリーと離婚した後、1994年にロック・ギタリストのリッチー・サンボラと再婚、1997年に一女をもうけるも、サンボラの不倫などが原因で2007年に離婚した。
2008年6月、不安神経症とうつ病でリハビリ施設に入院。2008年9月、処方箋薬を飲み、運転し逮捕された。有罪となり、900ドル(約8万1千円）の罰金と12時間の薬物教育プログラムへの参加と3年間の保護観察を言い渡された。
2011年8月、俳優のジャック・ワグナーと婚約したが、同年11月には解消した。

## 出演作品

### 映画
| 公開年 | 邦題 原題                                                                  | 役名                       | 備考           |
| ------ | -------------------------------------------------------------------------- | -------------------------- | -------------- |
| 1984   | 炎の少女チャーリー Firestarter                                             | ヴィッキー                 |                |
| 1984   | シティ・キラー City Killer                                                 | アンドレア・マクナイト     | テレビ映画     |
| 1989   | 怪人スワンプシング The Return of Swamp Thing                               | アビー                     |                |
| 1992   | ボディ・ランゲージ Body Language                                           | ベッツィー                 | テレビ映画     |
| 1992   | イリュージョン Illusions                                                   | ジャン・サンダーソン       | テレビ映画     |
| 1993   | 殺意の映像 Fade to Black                                                   | ヴィクトリア               | テレビ映画     |
| 1993   | ウェインズ・ワールド2 Wayne's World 2                                      | 本人                       |                |
| 1996   | ファースト・ワイフ・クラブ The First Wives Club                            | ギル・グリフィンの新しい妻 | クレジットなし |
| 1997   | ランナウェイ Monkey Talks                                                  | グレイス                   |                |
| 1997   | ザ・クリーナー Double Tap                                                  | キャサリン・ハンソン       |                |
| 2003   | アップタウン・ガールズ Uptown Girls                                        | ローマ                     |                |
| 2003   | ルーニー・テューンズ:バック・イン・アクション Looney Tunes: Back in Action | ダスティ                   | 声の出演       |
| 2005   | パーフェクト・マン ウソからはじまる運命の恋 The Perfect Man                | ジェーン・ハミルトン       |                |
| 2008   | 39歳からの女性がモテる理由 Flirting with Forty                             | ジャッキー                 | テレビ映画     |
| 2009   | フライング・バイ 青春のステージへ Flying By                                | パメラ                     |                |
| 2013   | 最終絶叫計画 5 Scary Movie 5                                               | バーバラ                   |                |

### テレビシリーズ
| 放映年    | 邦題 原題                                                | 役名                       | 備考          |
| --------- | -------------------------------------------------------- | -------------------------- | ------------- |
| 1981-1989 | ダイナスティ Dynasty                                     | サミー・ジョー・ディーン   | 127エピソード |
| 1982-1987 | パトカーアダム30 T.J.Hooker                              | ステイシー・シェリダン巡査 | 85エピソード  |
| 1990-1991 | Going Places                                             | アレックス・バートン       | 19エピソード  |
| 1993-1999 | メルローズ・プレイス Melrose Place                       | アマンダ・ウッドワード     | 199エピソード |
| 1997      | マペット放送局 Muppets Tonight!                          | 本人                       | 1エピソード   |
| 1999-2002 | スピン・シティ Spin City                                 | ケイトリン・ムーア         | 71エピソード  |
| 2002      | アリー my Love Ally McBeal                               | ニコール                   | 1エピソード   |
| 2002      | scrubs〜恋のお騒がせ病棟 Scrubs                          | ジュリー・キートン         | 2エピソード   |
| 2004      | チャーリー・シーンのハーパー★ボーイズ Two and a Half Men | ローラ                     | 1エピソード   |
| 2004-2005 | LAX                                                      | ハーリー・ランダム         | 11エピソード  |
| 2005      | ボストン・リーガル Boston Legal                          | ケリー・ノーラン           | 2エピソード   |
| 2007      | シークレット・アイドル ハンナ・モンタナ Hannah Montana   | ヘザー                     | 1エピソード   |
| 2013      | Franklin & Bash                                          | レイチェル・キング         | 13エピソード  |

### テレビアニメ
- バットマン Batman (1992)
- ダックマン Duckman: Private Dick/Family Man (1995)
- ヘラクレス Hercules (1998)
- キング・オブ・ザ・ヒル King of the Hill (2000)

### テレビ番組
- サタデー・ナイト・ライブ Saturday Night Live (1994)

## 参照
1. ↑  Kenny, Glenn (1996年5月10日). “The Seven-Year Hitch”. Entertainment Weekly 2009年6月14日閲覧。
2. ↑  “Heather Locklear Files for Divorce”. People. (2006年2月2日) 2009年6月14日閲覧。
3. ↑  Siegler, Bonnie (1999年12月). “Melrose Place's Heather Locklear”. Complete Woman. 2009年10月29日時点のオリジナルよりアーカイブ。2013年8月16日閲覧。
4. ↑  “Heather Locklear & Jack Wagner: Heating Up”. People. (2007年5月3日) 2009年6月14日閲覧。
5. ↑  “ヘザー・ロックリア、不安神経症とうつ病でリハビリ施設に入院”. シネマトゥデイ. (2008年6月26日) 2013年8月16日閲覧。
6. ↑  Jordan, Julie; Schwartz, Alison (2011年8月12日). “Heather Locklear Is Engaged”. People 2011年8月13日閲覧。
7. ↑  “ヘザー・ロックリア、「メルローズ・プレイス」で共演したジャック・ワグナーと婚約”. シネマトゥデイ. (2011年8月13日) 2013年8月16日閲覧。
8. ↑  Shira, Dahvi; Chiu, Alexis (2011年11月15日). “Heather Locklear and Jack Wagner Call Off Engagement”. People 2011年11月16日閲覧。